# Peseux, Neuchâtel
Peseux är en ort i kommunen Neuchâtel i kantonen Neuchâtel i Schweiz. Den ligger cirka 3 kilometer väster om centrala Neuchâtel. Orten har 5 800 invånare (2023).
Orten var före den 1 januari 2021 en egen kommun, men inkorporerades då tillsammans med Corcelles-Cormondrèche och Valangin i kommunen Neuchâtel.